# Gooik
Gooik – miejscowość i gmina (gemeente) w Belgii, w Regionie Flamandzkim, w prowincji Brabancja Flamandzka, w okręgu Halle-Vilvoorde. 1 stycznia 2024 roku liczyła 9527 mieszkańców.

## Demografia
- Źródła: NIS, od 1806 do 1981= według spisu; od 1990 liczba ludności w dniu 1 stycznia

1 stycznia 2024 całkowita populacja Gooik liczyła 9527 osób. Łączna powierzchnia gminy wynosi 84,76  km², co daje gęstość zaludnienia 237 mieszkańców na km².

## Podział administracyjny
W skład gminy wchodzą trzy dzielnice (deelgemeente):
- Kester (Castre)
- Leerbeek
- Oetingen

## Współpraca
Miejscowości partnerskie:
- Altenberge, Niemcy